# Banco San Miguel
Banco San Miguel es un barrio de la ciudad de Asunción, Paraguay, ubicado a orillas del río Paraguay y la Bahía de Asunción.

Con 953 habitantes según el censo del 2002 de la DGEEC es el segundo barrio menos poblado de la ciudad, superado solo por el barrio Ñu Guazú. Esto debido a que la mayor parte del mismo es cubierto por humedales.

## Características
Este paraje es utilizado por los asuncenos para recreación como playa y pesca. Actualmente, en el lugar está apostado un tradicional club social, un destacamento naval, y algunas que otras viviendas de descanso. Geográficamente, este lugar forma parte del Bañado Norte de la ciudad de Asunción.
Este terreno es amnegadizo en épocas de creciente del río Paraguay debido a su baja altitud respecto a dicho río. Hasta finales de los 70, el cruce de vehículos terrestres, que se desplazaban rumbo al Bajo Chaco o a la República Argentina, se hacía por un muelle habilitado en este lugar con una rampa que facilitaba el acceso de los rodados a la balsa que zarpaba al puerto de Chaco-í hasta la conclusión de las obras del Puente Remanso sobre el río Paraguay.

## Límites
Sus límites son:
- Al norte el río Paraguay.

- Al sur la bahía de Asunción y el barrio San Juan.

- Al este el barrio Tablada Nueva.

## Vías y Medios de Comunicación
Las principal vía de acceso a este barrio es la calle San Estanislao. 